# ملاقات ابوت و کاستلو با مومیایی
ملاقات ابوت و کاستلو با مومیایی (انگلیسی: Abbott and Costello Meet the Mummy) فیلمی به کارگردانی چارلز لمانت محصول سال ۱۹۵۵ کشور ایالات متحده آمریکا است.